# Sasha Gigliani
Sasha Gigliani (Buenos Aires, Argentina; 26 de septiembre de 1993) es una futbolista argentina. Juega de delantera, en el Club Social y Deportivo Defensa y Justicia de la liga argentina.

## Trayectoria

### Inicios
Comenzó jugando al fútbol desde los 6 hasta los 16 años con varones y de forma mixta, en el club Oro Verde en Saladillo, fundado por su abuelo Faustino “Propiti” Mieres. A los 17 años, entrenó y jugó en la ciudad Universitaria de la UBA, además de algunos torneos relámpago. En 2018 a sus 22 años se une a las inferiores de Argentinos Juniors y juega con la reserva.

### Vélez Sarsfield
A partir de 2018 forma parte del elenco femenino de Liniers, que se preparaba para hacer su debut oficial en competiciones AFA.

### Estudiantes de La Plata
A partir del año 2021 se integra al Pincha.

### Defensores de Cambaceres
En julio de 2023 es cedida a préstamo por 6 meses a las Rojas.

## Estadísticas

### Clubes
| Club                          | País      | Año                        |
| ----------------------------- | --------- | -------------------------- |
| Argentinos Juniors (reserva)  | Argentina | 2016 - 2017                |
| Vélez Sarsfield               | Argentina | 2018 - 2020                |
| Estudiantes de La Plata       | Argentina | 2021 - 2023                |
| Club Defensores de Cambaceres | Argentina | 2023 - prestamo finalizado |

## Vida personal
Nació en el barrio de Palermo, cuando era bebé su familia se mudó a Saladillo, donde vivió su infancia y parte de su adolescencia. A los 7 años debutó como actriz y grabó la película "Gema". Estudió diseño gráfico, técnica en comunicación multimedial y dos años en relaciones públicas internacionales. Actualmente realiza el curso de Director Técnico en la Escuela Menotti y trabaja como Presentadora Deportiva.

### Otras carreras
Además de su labor como futbolista, es modelo. Fue finalista de Miss Mundo Argentina. Se consagró Miss Hispanoamericana Argentina en 2019, Miss Argentina Latinoamericana Universal en 2021,Miss Universo 2022 (título del cual se retiró por temas personales) y finalizó su carrera como Miss Universal Woman, representando a Argentina en Dubái. 
Modela desde los 7 años. A los 15 años obtuvo una beca para hacer modelaje y fue a Buenos Aires.
Fue panelista en "Presión Alta" de TyC Sports y panelista de deporte en Radio El Mundo. También trabajó como presentadora oficial del Club Estudiantes de La Plata durante 18 meses, cubriendo las previas de los partidos y otras disciplinas de la institución. 